# Leschenaultia latifrons
Leschenaultia latifrons là một loài ruồi trong họ Tachinidae.